# Bistum Locri-Gerace
Das Bistum Locri-Gerace (lat.: Dioecesis Locrensis-Hieracensis, ital.: Diocesi di Locri-Gerace) ist eine in Italien gelegene römisch-katholische Diözese mit Sitz in Locri.

## Geschichte
Das Bistum Locri-Gerace wurde im 5. Jahrhundert als Bistum Gerace errichtet. Es wurde dem Erzbistum Reggio Calabria als Suffraganbistum unterstellt. 
Am 8. April 1920 wurde dem Bistum Gerace die Territorialabtei Santa Maria di Polsi angegliedert. Das Bistum Gerace wurde am 22. Februar 1954 in Bistum Gerace-Locri umbenannt. Das Bistum Gerace-Locri wurde am 30. September 1986 durch die Kongregation für die Bischöfe mit dem Dekret Instantibus votis in Bistum Locri-Gerace umbenannt.

## Einzelnachweise

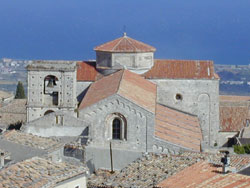
Konkathedrale Santa Maria Assunta in Gerace